# Tiskre

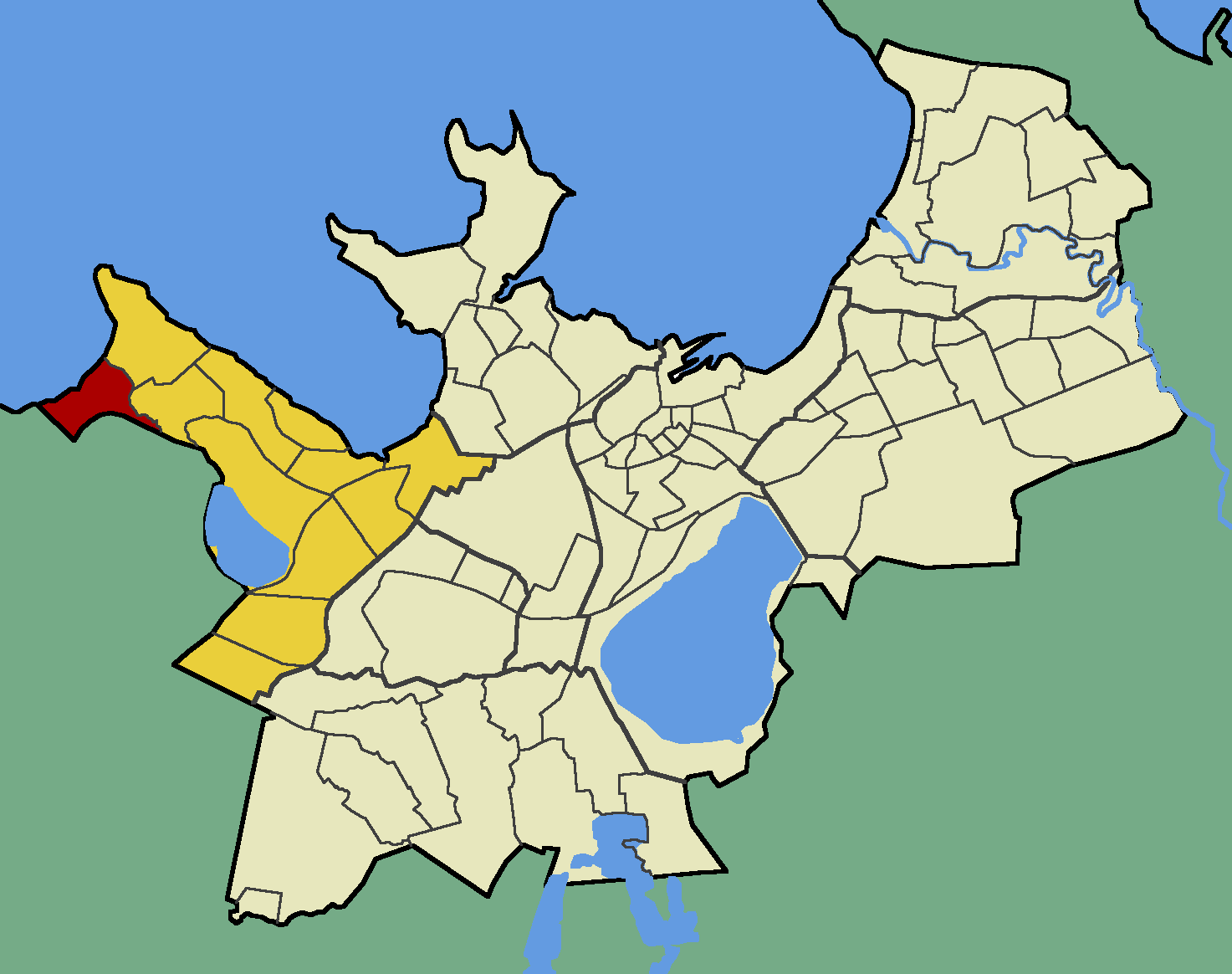
Der Bezirk Tiskre (rot) im Tallinner Stadtteil Haabersti (gelb)

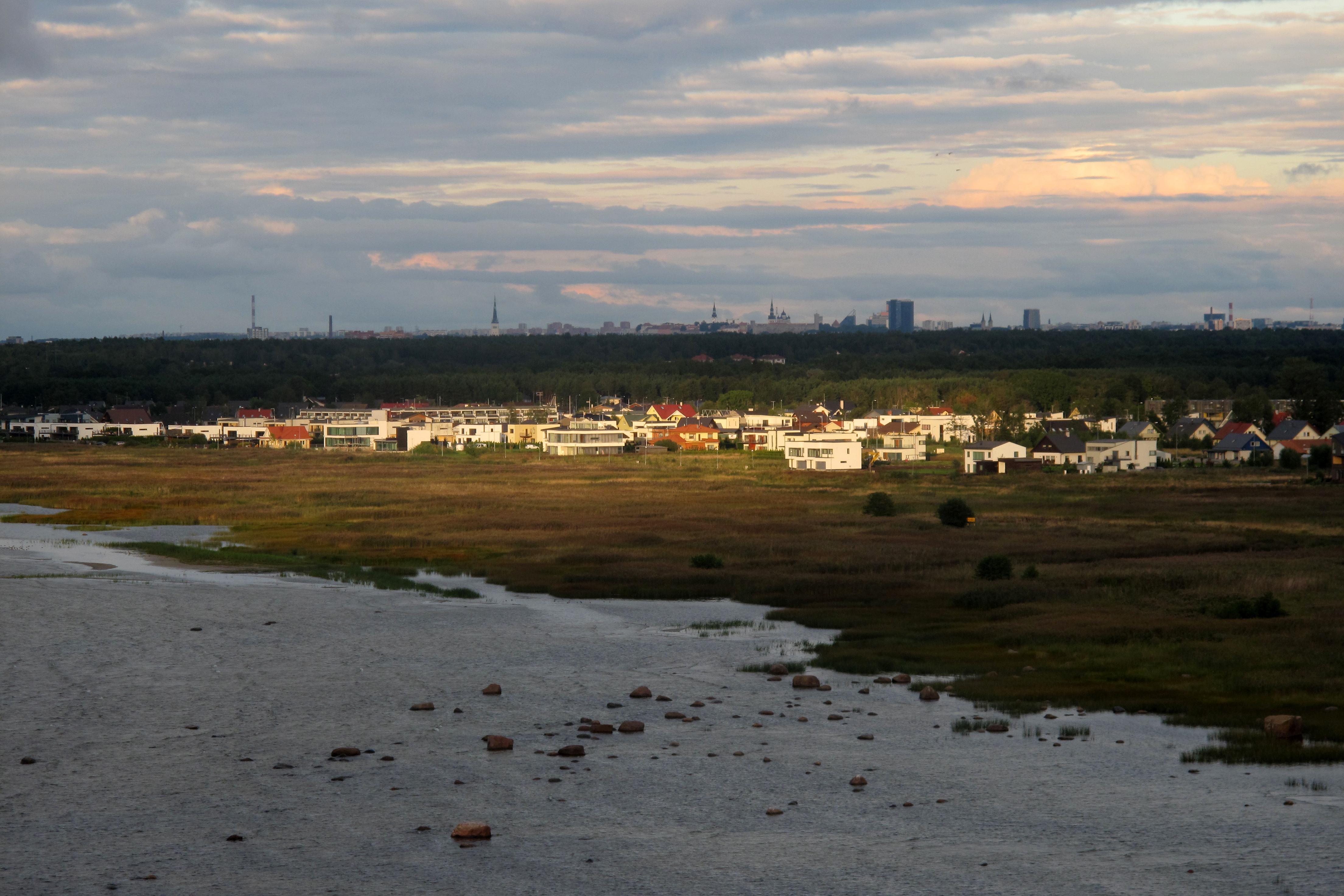
Neubauten in Tiskre am Ufer der Ostsee (2010). Im Hintergrund die Türme der Stadt Tallinn.

Tiskre (deutsch Tischer) ist ein Bezirk (estnisch asum) der estnischen Hauptstadt Tallinn. Er liegt im Stadtteil Haabersti.

## Beschreibung
Tiskre ist der westlichste Stadtbezirk Tallinns. Er wurde 1975 von dem gleichnamigen Dorf Tiskre (Tiskre küla) in der Landgemeinde Harku abgetrennt und der Stadt Tallinn angegliedert. Der Name Tiskre ist seit 1522 (Tiszkeranne) bzw. 1531 (Diskerkulle) und 1641 (Tischker) belegt.
Tiskre grenzt mit der Bucht von Kakumäe an die Ostsee. Durch den Bezirk fließt der Bach Tiskre oja.
Tiskre hat heute 1.507 Einwohner (Stand 1. Mai 2010). Zahlreiche Neubauten für die estnische Oberschicht prägen das Stadtbild.